# Bound for Glory (2024)
Bound for Glory (2024) – gala wrestlingu organizowana przez amerykańską federację Total Nonstop Action Wrestling (TNA), która była nadawana na żywo w systemie pay-per-view i za pośrednictwem platform TNA+ oraz Triller TV. Odbyła się 26 października 2024 w Wayne State Fieldhouse w Detroit w stanie Michigan. Była to dwudziesta gala z cyklu Bound for Glory, a zarazem czwarte per-per-view TNA w 2024.
Na gali odbyło się dziesięć walk, w tym dwie w pre-show Countdown to Bound for Glory. W walce wieczoru, The Hardys (Matt Hardy i Jeff Hardy) pokonali poprzednich mistrzów The System (Briana Myersa i Eddiego Edwardsa) oraz ABC (Ace’a Austina i Chrisa Beya) w Three-way Full Metal Mayhem matchu, aby zdobyć TNA World Tag Team Championship. W innych ważnych walkach, Nic Nemeth pokonał Joe Hendry’ego, aby zachować TNA World Championship, a Masha Slamovich pokonała Jordynne Grace, aby zdobyć TNA Knockouts World Championship.

## Tło
8 sierpnia 2024 roku na odcinku programu TNA Impact!, Total Nonstop Action Wrestling ogłosił, że Bound for Glory odbędzie się 26 października 2024 w Wayne State Fieldhouse w Detroit w stanie Michigan.

## Rywalizacje
Bound for Glory oferowało walki wrestlingu z udziałem różnych zawodników na podstawie przygotowanych wcześniej scenariuszy i rywalizacji, które są realizowane podczas cotygodniowych odcinków programu Impact!. Wrestlerzy odgrywają role pozytywnych (face) lub negatywnych bohaterów (heel), którzy rywalizują pomiędzy sobą w seriach walk mających budować napięcie.

### Pojedynek o TNA World Championship
Na odcinku Impact! z 19 września, Joe Hendry ogłosił zamiar walki o TNA World Championship po pokonaniu Josha Alexandra przez poddanie na Victory Road. Frankie Kazarian przerwał mu i potępił jego zwycięstwo, oskarżając go o użycie ochronnego kubka, aby uniknąć porażki. Kazarian zażądał następnie walki o tytuł przeciwko Nicowi Nemethowi o TNA World Championship, dopóki dyrektor władz TNA Santino Marella nie ogłosił, że Hendry i Kazarian zmierzą się w walce na Impact! w kolejnym tygodniu, a zwycięzca zostanie pretendentem nr 1 do tytułu przeciwko Nemethowi na Bound for Glory. Tydzień później Hendry pokonał Kazariana po wznowieniu walki, stając się pretendentem nr 1 do tytułu TNA World Championship, potwierdzając tym samym swoją walkę o tytuł z Nemethem na Bound for Glory. Jednak 18 października Kazarian skonfrontował się z Nemethem i Hendrym i ogłosił, że będzie sędzią specjalnym podczas ich walki.

### Pojedynek o TNA Digital Media Championship i International Heavyweight Wrestling Championship
Na odcinku Impact! z 1 sierpnia, Matt Cardona powrócił do TNA, przerywając ceremonię zaślubin PCO i Steph De Lander, atakując PCO pustakiem żużlowym. Od tego czasu Cardona wielokrotnie atakował PCO, aby odzyskać De Lander, którą uważał za swoją „własność”. W tym samym czasie Cardona unikał pomysłu walki z PCO, twierdząc, że nie jest w stanie walczyć ze względów medycznych. Na odcinku Impact! z 5 września, De Lander w końcu skonfrontowała się z Cardoną w sprawie jego działań przeciwko PCO i jej samej, na co Cardona ujawnił kontrakt, który De Lander podpisała, gdy dwa lata temu rozpoczęli współpracę na scenie niezależnej. W nim kontrakt skutecznie uczynił De Lander podporządkowaną Cardonie, czyniąc ją tym samym ją do wykorzystania w umyśle Cardony. Na Victory Road wydawało się, że PCO i Cardona stoczą ze sobą jakiś rodzaj walki, a PCO i Rhino staną naprzeciwko Cardony i De Lander w tag team matchu. Jednak przed rozpoczęciem walki De Lander ujawniła, że nie może walczyć z powodu operacji szyi. Ona i PCO opuścili arenę razem, tylko po to, aby Cardona rzucił się na Rhino zaraz po niej. Dwa tygodnie później na Impact!, Santino Marella, mając dość unikania walki przez Cardonę z PCO, oświadczył Cardonie, że nie tylko zmierzy się z PCO o TNA Digital Media Championship i International Heavyweight Wrestling Championship na Bound for Glory, ale że walka odbędzie się w stypulacji Monster’s Ball match.

### Mike Santana vs. Moose
Od powrotu do TNA na Rebellion, Mike Santana chciał wygrać TNA World Championship, które w tym czasie posiadał Moose z The System. W związku z tym Moose i The System (Brian Myers, Eddie Edwards, JDC i Alisha Edwards) zrobili wszystko, co mogli, aby Santana nie miał szansy na zdobycie tytułu mistrza świata, co kosztowało go kwalifikacyjnyą walkę „Road to Slammiversary” na odcinku Impact! z 4 lipca, kiedy JDC zaatakował go i przegrał przez wyliczenie. Po Slammiversary, Santana brał udział w licznych walkach i utarczkach z The System, w szczególności z Moose’em. 15 sierpnia na odcinku Impact!, The System zaatakował Santanę za kulisami przed jego walką z Moose’em i pomimo odporności Santany i jego nalegania na rozegranie walki, i tak przegrał. Ponad miesiąc później Santana zemścił się na JDC, pokonując go w Texas Deathmatchu, tylko po to, aby ponownie zostać zaatakowanym przez Moose’a. Santana wtargnął do szatni The System w następnym tygodniu i zaatakował ich łańcuchem. 10 października podczas odcinka Impact!, Santana wywołał Moose’a, oświadczając, że nigdy nie będzie bezpieczny, dopóki on będzie w pobliżu. Moose wyszedł otoczony przez osobistą ochronę; Santana twierdził, że on i Moose byli podobni, ponieważ obaj mieli trudne dzieciństwo, ale stwierdził, że Moose zapomniał, skąd pochodzi. Następnie The System zaatakował Santanę, zanim uratowali go The Hardys (Matt Hardy i Jeff Hardy) oraz ABC (Ace Austin i Chris Bey), na co Santino Marella oficjalnie ogłosił, że Moose i Santana stoczą porządną walkę na Bound for Glory.

### Pojedynek o TNA World Tag Team Championship
Na odcinku Impact! z 12 września, The Hardys pokonali Briana Myersa i Eddiego Edwardsa z The System w tag team matchu. Jednak następnej nocy na Victory Road, The System odzyskali TNA World Tag Team Championship od ABC. W następnym miesiącu, podczas gdy The System zmagał się z Mikiem Santaną, ABC i The Hardys debatowali nad tym, kto dostanie kolejną szansę na tytuły tag team, ponieważ ABC należał się rewanż, ale The Hardys pokonali wcześniej Myersa i Edwardsa. Na odcinku Impact! z 10 października, walka między dwoma drużynami została przerwana przez The System. Wyczerpany Santino Marella wyszedł ponownie i oświadczył, że The System nie tylko będzie bronić tytułów zarówno przeciwko The Hardys, jak i ABC, ale także uczynił z tego Full Metal Mayhem match.

### Pojedynek o TNA Knockouts World Championship
Dwa lata temu na Bound for Glory, Jordynne Grace obroniła TNA Knockouts World Championship w walce z Mashą Slamovich, przerywając niepokonaną passę tej drugiej. Dwa lata później, 10 października na odcinku Impact!, Slamovich, teraz jako babyface po zerwaniu sojuszu z The System, połączyła siły z Grace i wrestlerką NXT Sol Rucą, aby pokonać Rosemary, Tashę Steelz i Wendy Choo z NXT, chociaż były oznaki napięcia między Grace i Slamovich. Później w programie, Grace szukała Slamovich za kulisami, znajdując mural z „wyrokami śmierci” (obrazy TNA Knockouts przekreślone krwią, z wyjątkiem Grace) w szatni Slamovich. Następnie Grace wywołała Slamovich na ringu, rzucając jej wyzwanie do walki o Knockouts World Championship na Bound for Glory. Slamovich, wierząc, że Grace trzyma ją blisko siebie po pokonaniu jej dwa lata temu, zgodziła się, zanim wydała Grace wyrok śmierci. TNA później oficjalnie uznała walkę.

### Pojedynek o TNA X Division Championship
15 października TNA ogłosiło na swojej stronie internetowej, że wrestler Lucha Libre AAA Worldwide (AAA) El Hijo del Vikingo powróci do firmy na Bound for Glory. Jego walka została ogłoszona trzy dni później na Impact!, gdzie materiał wideo ujawnił, że podczas gali zmierzy się on z Mikiem Baileyem o TNA X Division Championship.

### Josh Alexander vs. Steve Maclin
Po przegranej z Joe Hendrym na Victory Road, Josh Alexander powrócił do TNA na Impact! 26 września, zwracając się do Erica Younga, który próbował skierować go na bardziej prawdziwą ścieżkę. Początkowo wydawał się słuchać rady Younga i zaproponował, że pójdzie z nim na zaplecze, tylko po to, by go zaatakować i ogłosić, że jest teraz osobą, którą musi być. Steve Maclin, który obiecał stanąć przy Youngu po tym, jak obaj stanęli naprzeciw siebie na Emergence, próbował interweniować, ale został zatrzymany przez tag team Sinner i Saint (Judas Icarus i Travis Williams), którzy sprzymierzyli się z Alexandrem. Później trio zjednoczyło się pod nazwą „The Northern Armory”. Na odcinku z 10 października Alexander pokonał Younga dzięki interwencji The Northern Armory, zanim poprowadził atak, który zakończył się uderzeniem w kolano Younga stalowym krzesłem przez Alexandra. Ujawniono również, że The Northern Armory zaatakowało Maclina za kulisami, aby zapobiec jego zaangażowaniu. W następnym tygodniu Maclin wywołał The Northern Armory i wdał się w ostrą wymianę zdań z Alexandrem, po czym cała trójka zaatakowała Maclina, związując mu ręce za plecami opaskami zaciskowymi. Później TNA ogłosiło, że walka między Maclinem a Alexandrem odbędzie się na Bound for Glory.

### Call Your Shot Gauntlet
Zgodnie z tradycją, Call Your Shot Gauntlet – dwudziestoosobowy battle royal w stylu gauntlet matchu (otwarty zarówno dla mężczyzn jak i kobiet) o walkę o mistrzostwo w czasie i miejscu wybranym przez zwycięzcę – odbędzie się w Bound for Glory. Edycja z 2024 roku będzie miała miejsce podczas poprzedzającego Countdown to Bound for Glory. Podczas odcinka Impact!, który odbył się 24 października, AJ Francis wygrał sześcioosobową walkę, w którym brali udział również Frankie Kazarian, Sami Callihan, Laredo Kid i Jason Hotch, zdobywając dwudzieste i ostatnie miejsce w walce. Po przypięciu Kazarian był zmuszony wejść do walki jako pierwszy.

## Wyniki walk
| Nr                                                                   | Wyniki | Stypulacje | Czas  |
| -------------------------------------------------------------------- | --- | --- | ----- |
| 1P                                                                   | Ash by Elegance i Heather by Elegance (z The Personal Conciergem) pokonały Xię Brookside i Brinley Reece poprzez pinfall                                  | Tag team match | 8:42  |
| 2P                                                                   | Frankie Kazarian wygrał eliminując jako ostatniego Rhino                                                                                                  | 20-osobowy Intergender Call Your Shot Gauntlet Zwycięzca otrzymał trofeum i kontrakt, z którego może skorzystać w dowolnym momencie w ciągu jednego roku na wybrany przez siebie pojedynek o mistrzostwo. | 26:37 |
| 3                                                                    | Mike Bailey (c) pokonał El Hijo del Vikingo poprzez pinfall                                                                                               | Singles match o TNA X Division Championship | 14:55 |
| 4                                                                    | Spitfire (Jody Threat i Dani Luna) (c) pokonały Rosemary i Wendy Choo poprzez pinfall                                                                     | Tag team match o TNA Knockouts World Tag Team Championship | 10:32 |
| 5                                                                    | Josh Alexander pokonał Steve’a Maclina poprzez techniczne poddanie                                                                                        | Singles match | 14:32 |
| 6                                                                    | PCO (c) pokonał Matta Cardonę poprzez pinfall | Monster’s Ball match o TNA Digital Media Championship i International Heavyweight Wrestling Championship                                                                                                  | 13:16 |
| 7                                                                    | Mike Santana pokonał Moose’a poprzez pinfall | Singles match | 13:49 |
| 8                                                                    | Masha Slamovich pokonała Jordynne Grace (c) poprzez pinfall                                                                                               | Singles match o TNA Knockouts World Championship | 12:42 |
| 9                                                                    | Nic Nemeth (c) pokonał Joe Hendry’ego poprzez pinfall | Singles match o TNA World Championship Frankie Kazarian był sędzią specjalnym. | 15:13 |
| 10                                                                   | The Hardys (Matt Hardy i Jeff Hardy) pokonali The System (Briana Myersa i Eddiego Edwardsa) (c) (z Alishą Edwards) oraz ABC (Ace’a Austina i Chrisa Beya) | Three-way Full Metal Mayhem match o TNA World Tag Team Championship | 27:25 |
| (c) – mistrz/mistrzyni przed walkąP – walka miała miejsce w pre-show | | |       |

### Call Your Shot Gauntlet
| Nr | Wrestler/ka      | Wyeliminowany/a przez              | Nr eliminacji | Eliminacje |
| -- | ---------------- | ---------------------------------- | ------------- | ---------- |
| 1  | Frankie Kazarian | Zwycięzca                          | –             | 2          |
| 2  | Zachary Wentz    | A. J. Francisa i Jake’a Somethinga | 16            | 3          |
| 3  | Jake Something   | Zachary’ego Wentza                 | 15            | 2          |
| 4  | Trey Miguel      | Hammerstone’a                      | 2             | 0          |
| 5  | Hammerstone      | Zachary’ego Wentza                 | 3             | 2          |
| 6  | Rohit Raju       | Rhino                              | 4             | 0          |
| 7  | Laredo Kid       | Hammerstone’a                      | 1             | 0          |
| 8  | Sami Callihan    | Rhino                              | 7             | 0          |
| 9  | John Skyler      | Rhino                              | 6             | 0          |
| 10 | Bhupinder Gujjar | Rhino                              | 5             | 0          |
| 11 | Trent Seven      | A. J. Francisa                     | 13            | 0          |
| 12 | KC Navarro       | Zachary’ego Wentza                 | 9             | 0          |
| 13 | Rhino            | Frankiego Kazariana                | 19            | 6          |
| 14 | Tasha Steelz     | Léi Ying Lee                       | 8             | 0          |
| 15 | Léi Ying Lee     | Frankiego Kazariana                | 10            | 1          |
| 16 | Jason Hotch      | Jake’a Somethinga                  | 14            | 0          |
| 17 | Leon Slater      | JDC                                | 11            | 0          |
| 18 | Jonathan Gresham | A. J. Francisa                     | 12            | 0          |
| 19 | JDC              | Rhino                              | 17            | 0          |
| 20 | A. J. Francis    | Rhino                              | 18            | 3          |

Uwagi
1. ↑  Jake Something został już wyeliminowany, kiedy pomógł wyeliminować Zachary’ego Wentza.